# الاتحاد الدولي للصناعة الفونوغرافية
الاتحاد الدولي للصناعة الفونوغرافية (بالإنجليزية: (International Federation of the Phonograph Industry (IFPI)‏ هي منظمة عالمية غير ربحية تعنى بصناعة الموسيقى التسجيلية، تأسسست عام 1933 ومقرها سويسرا.

## الرسالة والنشاطات
تنص رسالة المنظمة على تعزيز قيمة الموسيقى التسجيلية وحماية حقوق المنتجين وتوسعة الاستخدامات التجارية للموسيقى التسجيلية.
و ذلك من خلال النشاطات التالية:
- تقديم طروحات للحكومات والمنظمات الدولية المعنية بشؤون حقوق التأليف والنشر.
- تنسيق حملات مكافحة القرصنة.
- تعزيز الاهتمام بحقوق الطبع للموسيقى صوتاً وصورة في صناعة التسجيل بشكل عام.

و تصدر المنظمة أيضاً تقارير عن صناعة الموسيقى، منها على سبيل المثال التقرير السنوي للأغاني الأكثر نجاحاً، اعتماداً على بيانات مبيعات شركات الإنتاج الموسيقي على المستوى العالمي. وكذلك التقرير السنوي للموسيقى الرقمية، والذي يحوي وصفاً لشكل الموسيقى العالمية خلال العام وعرضاً لنماذج تجارية جديدة وطرق التوعية بحقوق النشر بالإضافة إلى المعلومات الإحصائية.

## مكافحة القرصنة الرقمية
أعلنت المنظمة في أحد تقاريرها عام 2009 أن 95% من الموسيقى التي يتم تنزيلها عن طريق الإنترنت غير قانوني،  مما جعل من أولوياتها المساهمة عبر نشر الوعي والتنسيق في مكافحة قرصنة الأغاني مثل التنسيق مع غوغل لحذف الصفحات التي تظهر في نتائج البحث على محركها والتي تقود إلى التنزيل أو التحميل غير القانوني للموسيقى.